# Грб Зворника
Грб Зворника је званични симбол српског града Зворник, усвојен 20. марта 2010. године.
Грб има основне елементе средњовјековне хералдике.

## Опис грба
Грб града Зворник је комбинација више симбола:
Звоно са крстом и четири слова „С“ на плавој подлози у горњем лијевом квадранту симболизује првобитни назив града (Звоник). Кула у горњем десном квадранту на црвеној подлози је симбол града. Стилизована глава вука у доњем лијевом квадранту на црвеној подлози представља вијековно тежњу народа за слободу. Водени таласи у доњем десном квадранту представљају симбол ријеке Дрине.
Издвојени назив и година: „Зворник 1410“, представљају годину првог спомињања града Зворника у писаним историјским траговима.
Ранија верзија грба Зворника се састојала из једног дијела гдје је доминирала Зворничка тврђава, натписи „Zvornik“ и „1410“ и комунистичка звијезда - петокрака испод ње. У доњем дијелу грба у валовима бијеле боје приказана је ријека Дрина.